# ايب سكيب (لعبة فيديو)
ايب سكيب (بالإنجليزية: Ape Escape) لعبة فيديو طورت من قبل شركة جابان ستوديو وتم نشرها بواسطة شركة سوني إنتراكتيف إنترتينمنت في عام 1999.

## طريقة اللعب
يجب على الفتى ان يصطاد جميع القرود لكي يفوز في المرحل.

## روابط خارجية
- ايب سكيب على موقع IMDb (الإنجليزية)